# Rebenstorf

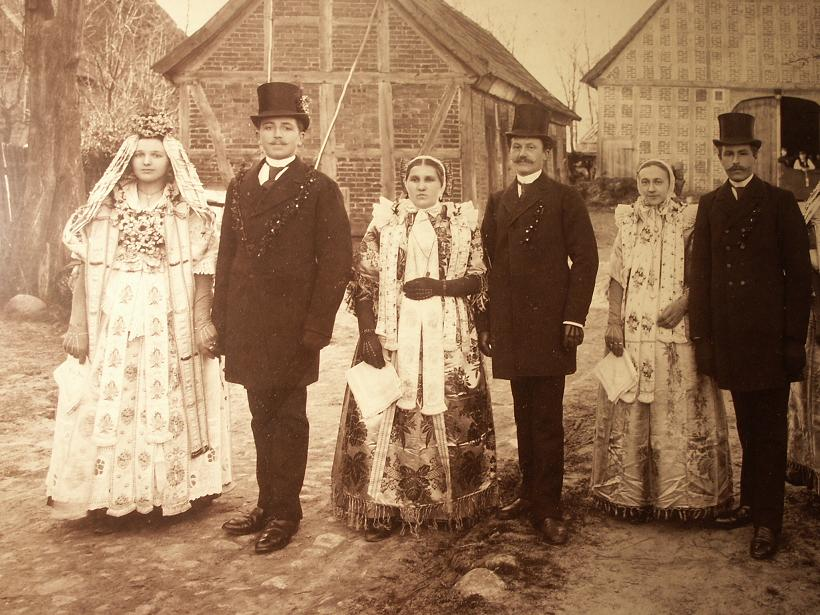
Nachgestellte Hochzeit auf einem Hof in Rebenstorf (um 1900)

Rebenstorf ist ein Ortsteil der Gemeinde Lübbow im Landkreis Lüchow-Dannenberg in Niedersachsen. 

## Lage
Das Dorf liegt 1,5 km östlich von Lübbow. Die Landesstraße L 260 verbindet es mit Lübbow. 

## Geschichte
Nach einem Totalbrand im Jahr 1834 erfolgte ein einheitlicher Neuaufbau als Reihendorf mit Vierständerhäusern.
Am 1. Juli 1972 wurde Rebenstorf in die Gemeinde Lübbow eingegliedert.

## Sehenswürdigkeiten
- Michaelis-Kirche

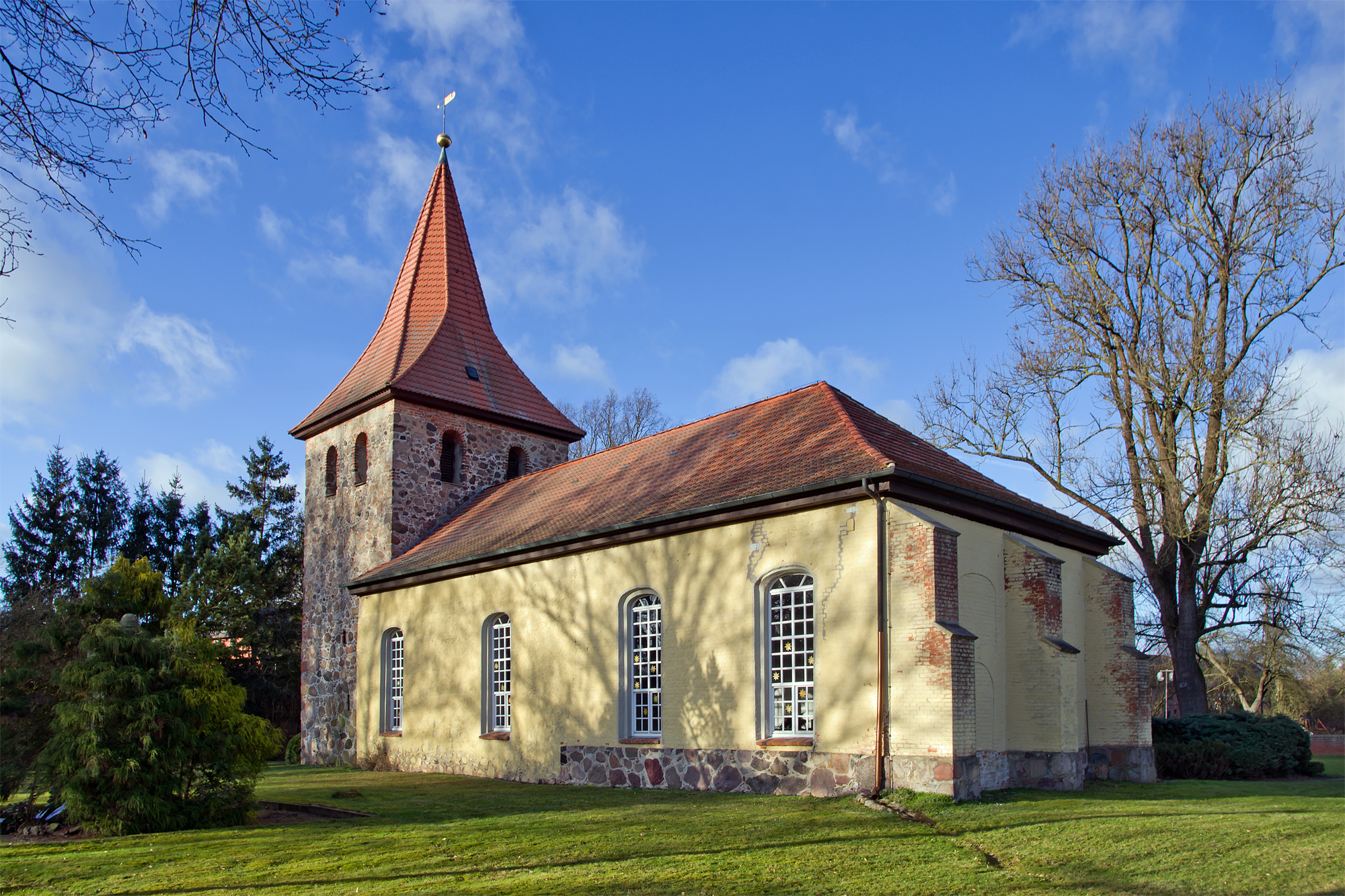
Michaelis-Kirche in Rebenstorf

- Orts-Ensemble mit Vierständerhäusern

## Sonstiges
Rebenstorf gehört zum evangelisch-lutherischen Kirchenkreis Lüchow-Dannenberg.